# IOS 7
iOS 7은 애플이 iOS 6의 후속 버전으로 설계한 새로운 운영 체제이다. iOS 7은 2013년 6월 10일 애플 세계 개발자 회의에서 공개되었고, 2013년 가을에 정식 출시되었다. iOS 7은 재설계된 사용자 인터페이스와 다양한 운영 체제 기능 향상이 포함되어 있다. 한편 디자인은 호불호가 갈리는 편이다. 최초의  64bit 모바일 OS.

## 버전 역사
| 버전  | 빌드    | 호환 기종 | 버전 발표일      |
| ----- | ------- | --- | ---------------- |
| 7.0   | 11A465  | 아이폰 4 아이폰 4S 아이팟 터치 (5세대) 아이패드 2 아이패드 (3세대) 아이패드 (4세대) 아이패드 에어 아이패드 미니 (1세대) 아이패드 미니 (2세대) 아이폰 5                     | 2013년 9월 18일  |
| 7.0   | 11A466  | 아이폰 5S 아이폰 5C | 2013년 9월 18일  |
| 7.0.1 | 11A470a | 아이폰 5S 아이폰 5C | 2013년 9월 19일  |
| 7.0.2 | 11A501  | 아이폰 4 아이폰 4S 아이팟 터치 (5세대) 아이패드 2 아이패드 (3세대) 아이패드 (4세대) 아이패드 에어 아이패드 미니 (1세대) 아이패드 미니 (2세대) 아이폰 5 아이폰 5S 아이폰 5C | 2013년 9월 26일  |
| 7.0.3 | 11B511  | 아이폰 4 아이폰 4S 아이팟 터치 (5세대) 아이패드 2 아이패드 (3세대) 아이패드 (4세대) 아이패드 에어 아이패드 미니 (1세대) 아이패드 미니 (2세대) 아이폰 5 아이폰 5S 아이폰 5C | 2013년 10월 22일 |
| 7.0.4 | 11B544a | 아이폰 4 아이폰 4S 아이팟 터치 (5세대) 아이패드 2 아이패드 (3세대) 아이패드 (4세대) 아이패드 에어 아이패드 미니 (1세대) 아이패드 미니 (2세대) 아이폰 5 아이폰 5S 아이폰 5C | 2013년 11월 14일 |

## 바뀐 기능
- 에어 드롭
- 앱 스토어
- 카메라
- 컨트롤 센터
- 음악, 아이튠즈 라디오
- 멀티태스킹
- 카 플레이
- 다른 업데이트

## 지원 기기
| - 아이폰 4 - 아이폰 4S - 아이폰 5 - 아이폰 5C - 아이폰 5S | - 아이팟 터치 (5세대) | - 아이패드 2 - 아이패드 (3세대) - 아이패드 (4세대) - 아이패드 에어 - 아이패드 미니 (1세대) - 아이패드 미니 2 |

## 문제
대부분의 유저들이 iOS 7의 배터리 소모량이 iOS 6보다 많다고 지적하였다.

## 같이 보기
- iOS
- iOS 버전 역사